# Heteropoda ocyalina
Heteropoda ocyalina là một loài nhện trong họ Sparassidae.
Loài này thuộc chi Heteropoda. Heteropoda ocyalina được Eugène Simon miêu tả năm 1887.